# Megan
Megan ist ein weiblicher Vorname. Er war vor allem in den 1980er und 1990er Jahren in der englischsprachigen Welt sehr beliebt.

## Herkunft und Varianten
Der Name kommt aus der walisischen Sprache. Er wird allgemein als Kurzform von Margarete (bzw. englisch „Margaret“) aufgefasst, was ursprünglich aus dem Griechischen stammt und „Perle“ bedeutet. Die walisischen Langformen des Namens lauten Marged und Mererid. Neben Megan existiert im Walisischen auch die Kurzform Mared.
Im englischen Sprachraum existiert der Name unter anderen auch in den folgenden Schreibweisen:
- Meagan
- Meagen
- Meaghan
- Meeghan
- Meghan
- Megyn

Als Koseform von Megan ist Meg geläufig.
Die französische Variante des Namens lautet Mégane.

## Verbreitung
Außerhalb von Wales ist der Name Megan im englischen Sprachraum seit der Mitte des 20. Jahrhunderts verbreitet.
In England und Wales zählte er von 1996 bis 2004 zu den Top-10 der Vornamenscharts. danach sank seine Popularität kontinuierlich. Im Jahr 2020 stand Megan auf Rang 232 der Hitliste. Ein ähnliches Bild zeigt sich auch in Schottland und Nordirland. In Irland zählt der in den 1990er Jahren beliebte Vorname seit 2020 nicht mehr zu den 100 meistvergebenen Mädchennamen.
In Australien gehörte Megan von 1958 bis 2002 durchgängig zu den 100 beliebtesten Mädchennamen. Seine höchste Platzierung erreichte der Name im Jahr 1987 mit Rang 20. In Neuseeland stieg der Name 1962 in die Top-100 der Vornamenscharts ein, die er erst im Jahr 2006 verließ. In diesem Zeitraum erreichte Megan dreimal eine Platzierung unter den 20 beliebtesten Mädchennamen (1974: Rang 18; 1975: Rang 19; 1981: Rang 19).
Im Jahr 1952 gehörte Megan in den USA erstmals zu den 1.000 beliebtesten Mädchennamen. Damit begann ein steiler Aufstieg der Popularität. Bereits im Jahr 1975 erreichte er seine erste Platzierung unter den 100 meistvergebenen Mädchennamen und landete direkt auf Rang 69. Von 1984 bis 1998 bewegte der Name sich um Rang 11 der Hitliste. Danach setzte ein steiler Abfall der Beliebtheit ein. Im Jahr 2021 erreichte der Name erstmals seit 1997 eine höhere Platzierung als im Vorjahr. Er belegte dabei Rang 611 der Vornamenscharts. Ein ähnliches Bild zeigt sich in Kanada.
In den Niederlanden war der Name Megan in den 2000er Jahren mäßig beliebt. Er bewegte sich zwischen Rang 146 (2009) und 194 (2014) der Hitliste. Insbesondere seit 2017 sinkt seine Popularität. Im Jahr 2021 belegte der Name Rang 468 der Vornamenscharts.

## Namensträger

### Nachname
- Mick Meagan (1934–2022), irischer Fußballspieler und -trainer
- Wade Megan (* 1990), US-amerikanischer Eishockeyspieler

### Vorname
Megan
- Megan Abbott (* 1971), US-amerikanische Schriftstellerin
- Megan Benjamin (* 1988), US-amerikanische Voltigiererin
- Megan Boone (* 1983), US-amerikanische Schauspielerin
- Megan Burns (* 1986), britische Schauspielerin und Musikerin
- Megan Campbell (* 1993), irische Fußballspielerin
- Megan Clark (* 1958), australische Geologin und Unternehmerin
- Megan Danso (* 1990), kanadische Schauspielerin
- Megan Davis (* 1975), indigen-australische Menschenrechtsanwältin
- Megan Dunn (* 1991), australische Radrennfahrerin
- Megan Ewing (* 1984), deutsch-mexikanisches Supermodel
- Megan Follows (* 1968), kanadisch-US-amerikanische Schauspielerin
- Megan Fox (* 1986), US-amerikanische Schauspielerin
- Megan Gallagher (* 1960), US-amerikanische Schauspielerin
- Megan Gay (* 1967), neuseeländische Schauspielerin
- Megan Gunning (* 1992), kanadische Freestyle-Skierin
- Megan Marie Hart (* 1983), US-amerikanische Opernsängerin
- Megan Hauserman (* 1981), US-amerikanisches Model
- Megan Heinicke (* 1988), kanadische Biathletin, von 2010 bis 2014 Name von Megan Tandy
- Megan Henning (* 1978), US-amerikanische Schauspielerin
- Megan Imrie (* 1986), kanadische Biathletin
- Megan Jendrick (* 1984), US-amerikanische Schwimmerin
- Megan Jurado (* 1991), philippinische Fußballspielerin
- Megan Kahts (* 1989), südafrikanische Sängerin
- Megan Lindholm (* 1952), Pseudonym der US-amerikanischen Schriftstellerin Robin Hobb
- Megan Marie Hart (* 1983), US-amerikanische Opernsängerin
- Megan McJames (* 1987), US-amerikanische Skirennläuferin
- Megan McNamara (* 1997), kanadische Beachvolleyballspielerin
- Megan Mullally (* 1958), US-amerikanische Schauspielerin
- Megan Nicole (* 1993), US-amerikanische Singer-Songwriterin, Schauspielerin und Model
- Megan Parkinson (* 1996), britische Schauspielerin
- Megan Parlen (* 1980), US-amerikanische Schauspielerin
- Megan Prescott (* 1991), britische Schauspielerin
- Megan Rapinoe (* 1985), US-amerikanische Fußballspielerin
- Megan Sweeney (* 1987), US-amerikanische Rennrodlerin
- Megan Tandy (* 1988), kanadische Biathletin
- Megan Taylor (1920–1993), britische Eiskunstläuferin
- Megan Ward (* 1969), US-amerikanische Schauspielerin
- Megan Woods (* 1973), neuseeländische Politikerin

Meagan
- Meagan Duhamel (* 1985), kanadische Eiskunstläuferin
- Meagan Ganzer (* 1990), US-amerikanische Volleyballspielerin
- Meagan Good (* 1981), US-amerikanische Schauspielerin
- Meagan McKinney (* 1981), Pseudonym der US-amerikanischen Schriftstellerin Ruth Goodman
- Meagan Toussaint (* 1987), US-amerikanische Biathletin

Meagen
- Meagen Burnett (* 1974), südafrikanische Badmintonspielerin
- Meagen Fay (* 1957), US-amerikanische Schauspielerin

Meaghan
- Meaghan Benfeito (* 1989), kanadische Wasserspringerin
- Meaghan Jette Martin (* 1992), US-amerikanische Schauspielerin
- Meaghan Mikkelson (* 1985), kanadische Eishockeyspielerin
- Meaghan Simister (* 1987), kanadische Rennrodlerin

Meghan / Meghann
- Meghan Agosta (* 1987), kanadische Eishockeyspielerin
- Meghan Heffern (* 1983), kanadische Schauspielerin
- Meghan McCain (* 1984), US-amerikanische Publizistin, Bloggerin und Buchautorin
- Meghan Oberholzer (* 1995), südafrikanische Schauspielerin und Model
- Meghan, Duchess of Sussex (* 1981), Herzogin von Sussex
- Meghan Trainor (* 1993),  US-amerikanische Songwriterin und Popsängerin
- Meghann Shaughnessy (* 1979), US-amerikanische Tennisspielerin

Megyn
- Megyn Kelly (* 1970), US-amerikanische Journalistin und Fernsehmoderatorin
- Megyn Price (* 1971), US-amerikanische Schauspielerin

### Fiktive Figuren
- M3gan, weibliche Roboterpuppe, Hauptfigur der Kinofilme M3GAN (2022) und M3GAN 2.0 (2025)